# Каролайн (Вісконсин)
Каролайн (англ. Caroline) — переписна місцевість (CDP) в США, в окрузі Шавано штату Вісконсин. Населення — 236 осіб (2020).

## Географія
Каролайн розташований за координатами 44°43′24″ пн. ш. 88°53′58″ зх. д. / 44.72333° пн. ш. 88.89944° зх. д. (44.723328, -88.899566).  За даними Бюро перепису населення США в 2010 році переписна місцевість мала площу 3,28 км², з яких 3,07 км² — суходіл та 0,21 км² — водойми.

## Демографія
Згідно з переписом 2010 року, у переписній місцевості мешкало 270 осіб у 107 домогосподарствах у складі 83 родин. Густота населення становила 82 особи/км².  Було 119 помешкань (36/км²).
Расовий склад населення:
| - 97,4 % — білих - 0,7 % — корінних американців - 0,4 % — чорних або афроамериканців |

До двох чи більше рас належало 1,5 %. Частка іспаномовних становила 0,4 % від усіх жителів.
За віковим діапазоном населення розподілялося таким чином: 21,5 % — особи молодші 18 років, 62,9 % — особи у віці 18—64 років, 15,6 % — особи у віці 65 років та старші. Медіана віку мешканця становила 37,5 року. На 100 осіб жіночої статі у переписній місцевості припадало 101,5 чоловіків;  на 100 жінок у віці від 18 років та старших — 94,5 чоловіків також старших 18 років.
Середній дохід на одне домашнє господарство  становив 62 683 долари США (медіана — 57 083), а середній дохід на одну сім'ю — 75 098 доларів (медіана — 80 625). За межею бідності перебувало 16,7 % осіб, у тому числі 40,4 % дітей у віці до 18 років та 0,0 % осіб у віці 65 років та старших.
Цивільне працевлаштоване населення становило 126 осіб. Основні галузі зайнятості: виробництво — 27,0 %, будівництво — 17,5 %, освіта, охорона здоров'я та соціальна допомога — 11,1 %, роздрібна торгівля — 10,3 %.